# Nikolai Iwanowitsch Kusnezow (Botaniker)

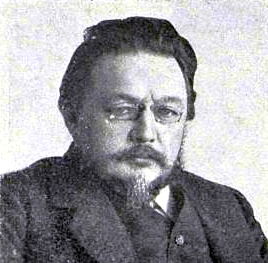
Nikolai Iwanowitsch Kusnezow

Nikolai Iwanowitsch Kusnezow (russisch Николай Иванович Кузнецов Nic(k)olai, Ivanovi(t)ch, Ivanowicz, Kusnezow(v), Kuznetz(s)ov, Kuznezov, Kusnetzou) (* 5. Dezemberjul. / 17. Dezember 1864greg. in St. Petersburg; † 22. Mai 1932 in Leningrad) war ein russisch-sowjetischer Geobotaniker, Systematiker und Hochschullehrer.
Sein botanisches Autorenkürzel lautet Kusn.

## Leben
Kusnezow wurde 1875 von seinen Eltern in das 1873 gegründete Kaiser-Alexander-II.-Kadettenkorps geschickt. Nach dem Abschluss dort 1882 legte er 1884 die Reifeprüfung am 7. St. Petersburger Gymnasium ab und begann im Herbst dieses Jahres das Studium an der Universität St. Petersburg in der Naturwissenschaftlichen Abteilung der Physikalisch-Mathematischen Fakultät.
Nach dem Abschluss des Studiums 1888 wurde Kusnezow dem Ministerium für den kaiserlichen Besitz zugeteilt. 1888–1890 führte er im Auftrag der Kaiserlichen Russischen Geographischen Gesellschaft zusammen mit Alexander Wassiljewitsch Fomin und Nikolai Adolfowitsch Busch einige botanisch-geographische Expeditionen in den Kaukasus durch. Damit begann Kusnezows 30-jährige Erforschung der Flora und Vegetation des Kaukasus.

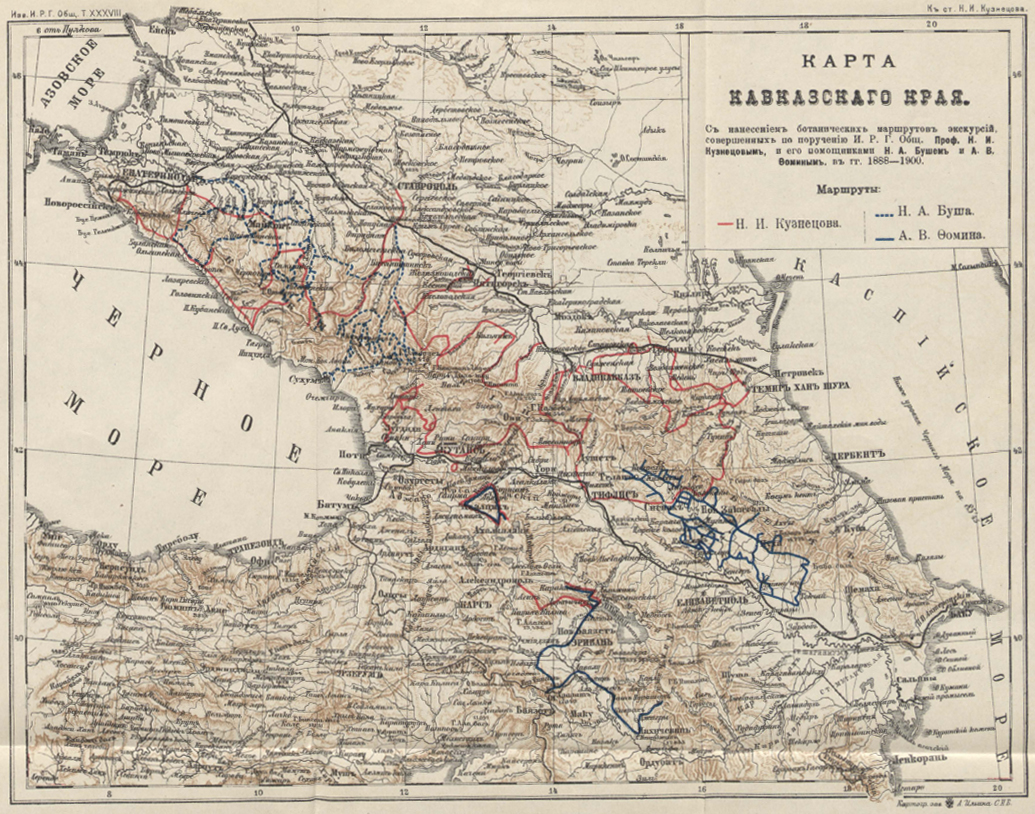
Kaukasus-Karte mit den Reiserouten Kusnezows (rot), Buschs (punktiert) und Fomins (blau) 1888–1890

Nach der letzten Kaukasus-Reise 1891 wurde Kusnezow Junior-Konservator im St. Petersburger Kaiserlichen Botanischen Garten. 1894 hielt er eine Botanik-Vorlesung in den Pädagogik-Kursen für Frauen der Friedrich-Fröbel-Gesellschaft in St. Petersburg. Im Sommer 1894 nahm er als Botaniker an der vom Ministerium für den Kaiserlichen Besitz ausgerüsteten Expedition zur Untersuchung der Quellen der wichtigsten Flüsse des europäischen Russlands teil. 1895 wurde er mit seiner Dissertation über die Unterart Eugentiana der Art Gentiana zum Magister der Botanik promoviert.
Im Oktober 1895 ging Kusnezow nach Dorpat, wo er Extraordinarius am Lehrstuhl für Botanik und Direktor des Botanischen Gartens der Kaiserlichen Universität Dorpat wurde. 1901 wurde er Ordentlicher Professor der Universität Dorpat. Er gab eine kritische Ausgabe der Flora des Kaukasus heraus: Flora caucasica critica. 1903 wurde er zm Korrespondierenden Mitglied der St. Petersburger Akademie der Wissenschaften gewählt. Die Kaiserliche Neurussische Universität in Odessa ernannte ihn 1911 zum Doktor der Botanik honoris causa. Auf der Grundlage seiner Vorlesungen verfasste er eine Einführung in die Systematik der Blütenpflanzen (1914, 1936), ein Lehrbuch der Grundlagen der Botanik (1914, 1915) und weitere Lehrbücher. Er war einer der Pioniere des Naturschutzes in Russland, und dank seiner Tätigkeit blieben Naturdenkmäler im Kaukasus erhalten.
Nach Beginn des Ersten Weltkriegs wurde Kusnezow 1915 Direktor des Botanischen Gartens Nikita. Zusammen mit Jewgeni Wladimirowitsch Wulff gründete er ein Botanisches Kabinett und Herbarien. Er organisierte die Anlage eines Heilkräuter- und Gewürzkräutergartens und eine Ausstellung der heimischen Flora nach seinem eigenen phylogenetischen Prinzip.
Nach der Oktoberrevolution wurde Kusnezow 1918 Professor an der Taurischen Universität in Simferopol. Mit anderen initiierte er die Berufung Wladimir Iwanowitsch Wernadskis an die Taurische Universität, der dann Rektor der Universität wurde. Kusnezow veröffentlichte als eines der ersten Lehrbücher der Taurischen Universität ein Lehrbuch der Geographie der Pflanzen und weitere Lehrbücher.
1921 wurde Kusnezow Professor des Lehrstuhls für Geographie und Ökologie der Pflanzen der Universität Leningrad und 1922 Leiter der Abteilung für Geobotanik des nun Leningrader Botanischen Gartens.

## Ehrungen, Preise
- P.-P.-Semjonow-Tjan-Schanski-Medaille der Russischen Geographischen Gesellschaft